# بحيرة السماء
بحيرة السماء ( الكورية : 천지، Ch'ŏnji أو Cheonji. (بالصينية: 天池)، Tiānchí) هي بحيرة فوهية تقع على الحدود بين الصين وكوريا الشمالية. وتقع ضمن كالديرا في قمة جبل بايكتو البركاني، وهو جزء من سلسلتي Baekdudaegan وتشانغباى الجبلية. تقع جزئيا في مقاطعة ريانغانغ بكوريا الشمالية، في 42°00′22″N 128°03′25″E / 42.006°N 128.057°E وجزئيا في مقاطعة جيلين بشمال شرق الصين. صنف مكتب شنغهاي لموسوعة غينيس للأرقام القياسية بحيرة هيفين على أنها أعلى بحيرة بركانية في العالم.

## الجيولوجيا وعلم المياه العذبة

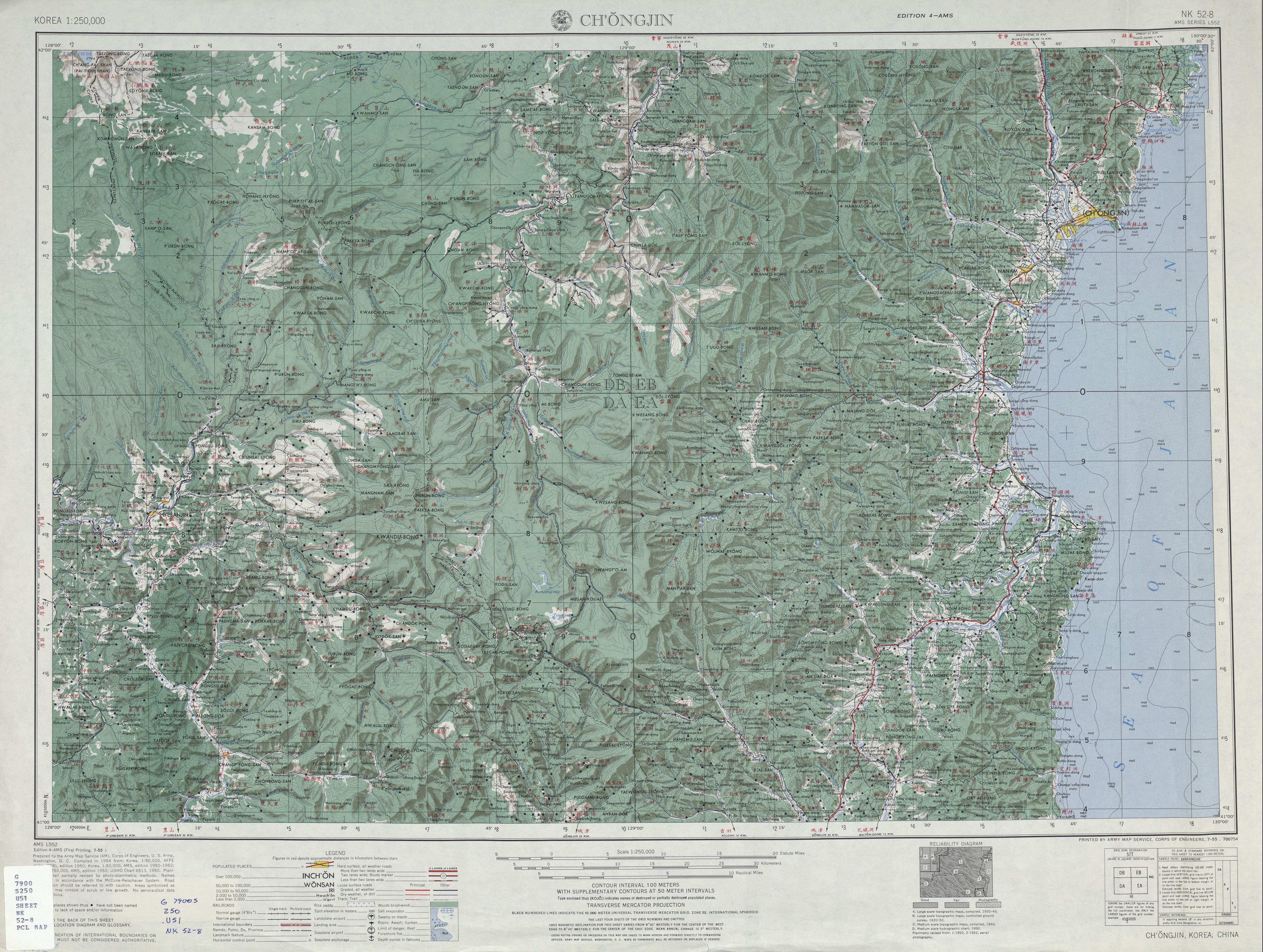
الخريطة بما في ذلك بحيرة السماء (المسماة بـ T'IEN CH'IH 天池) والمنطقة المحيطة بها (1954)

تم إنشاء كالديرا التي تحتوي على بحيرة الجنة من خلال ثوران بركان بايكتو عام 946 ‏.
يبلغ ارتفاع سطح البحيرة 2,189.1 متر (7,182 قدم). تغطي البحيرة مساحة 9.82 كيلومتر مربع (3.79 ميل2) بطول من الجنوب إلى الشمال يبلغ 4.85 كيلومتر (3.01 ميل) ويبلغ طوله من الشرق إلى الغرب 3.35 كيلومتر (2.08 ميل). متوسط عمق البحيرة 213 متر (699 قدم) وبحد أقصى للعمق 384 متر (1,260 قدم). من منتصف أكتوبر إلى منتصف يونيو، عادة ما تكون مغطاة بالجليد.

## تاريخ

### الأسماء والأساطير
في الأدب الصيني القديم،يشير Tianchi أيضًا إلى Nanming (南冥 تُترجم أحيانًا باسم "البحر الجنوبي").
تزعم الدعاية الكورية الشمالية أن كيم جونغ إيل ولد بالقرب من البحيرة على الجبل. وبناءً على ذلك، ذكرت وكالات الأنباء الكورية الشمالية أنه بعد وفاته، تصدع الجليد على البحيرة «بصوت عالٍ للغاية، بدا وكأنه يهز السماء والأرض».

### زيارات ملحوظة
كجزء من قمة بين الكوريتين، زار رئيسا الدولتين كيم جونغ أون ومون جاي إن جبل بايكتو وبحيرة السماء في 20 سبتمبر 2018. ملأ مون زجاجة بالمياه من البحيرة للعودة إلى كوريا الجنوبية. كانت زيارة البحيرة لفتة رمزية، حيث أن لكل من البحيرة والجبل أهمية ثقافية كبيرة للشعب الكوري. ورد ذكر جبل بايكتو في نشيد كوريا الشمالية والجنوبية، ويعتبر الموطن الروحي للكوريين.

### بحيرة تيانشي مونستر

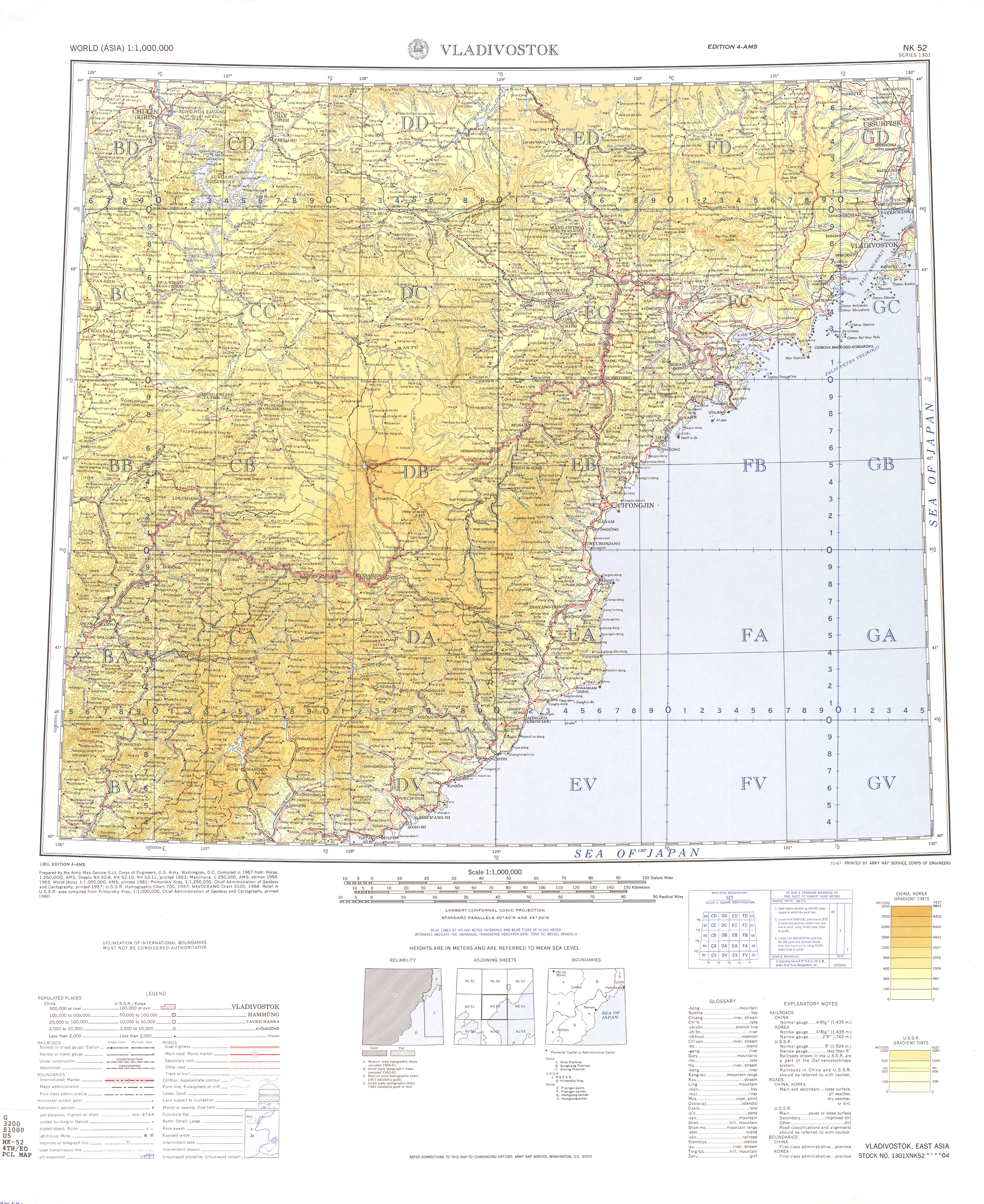
خريطة تتضمن بحيرة السماء (المُسماة بـ T'ien Ch'ih) والمنطقة المحيطة بها (1967)

يُزعم أيضًا أن بحيرة السماء هي موطن بحيرة تيانشي مونستر.
في 6 سبتمبر 2007، التقط تشو يونغ شنغ (مدير تشغيل مركز الأخبار محطة تلفزيون من قبل مكتب إدارة محمية طبيعية في جبل تشانغباي، جيلين ) مقطع فيديو مدته 20 دقيقة لستة حيوانات تشبه الفقمة، " بحيرة تيانتشى حوش ‏ "، بالقرب من حدود كوريا الشمالية. وأرسل صورا لمخلوقات من نوع وحش بحيرة لوخ نيس إلى مكتب مقاطعة جيلين في شينخوا. أظهر أحدهم المخلوقات تسبح في ثلاثة أزواج بالتوازي. أظهرهم آخر معًا، تاركةً تموجات على البحيرة البركانية.